# La Machine à rigoler
La Machine à rigoler (Funnybot en VO) est le deuxième épisode de la saison 15 de la série télévisée South Park sorti le 4 mai 2011 aux États-Unis sur la chaine Comedy Central.

## Synopsis
Jimmy Valmer organise les premiers Comedy Awards de l'école de South Park, et s'auto-attribue le prix d'élève le plus drôle. Il récompense également Tyler Perry pour l'artiste le mieux à même de se montrer par surprise à une telle soirée. Le prix du peuple le moins marrant va aux Allemands, ce qui met Christian Wulff, Angela Merkel et le reste du gouvernement de l'Allemagne en colère. Ils prennent les élèves et les enseignants de l'école en otage et, pour leur prouver qu'ils ont de l'humour, ils leur présentent un robot de leur création du nom de Funnybot. 
En dépit du ton monocorde de sa voix, Funnybot montre de vraies qualités humoristiques, qui lui permettent de connaître le succès dans tout le pays. Mais cela ulcère les comédiens humains qui voient là une concurrence déloyale. Ainsi, Adam Sandler, Jay Leno et d'autres humoristes américains attaquent à leur tour l'école pour exiger que Funnybot soit arrêté. Mais ce dernier montre des signes d’agressivité de plus en plus marqués envers l'espèce humaine, et en vient à sortir des mitrailleuses dissimulées dans son corps lors d'un spectacle pour massacrer une bonne partie du public.
Funnybot en vient à vouloir détruire le monde avec "la blague ultime" : il se connecte aux réseaux de défense et arme les missiles nucléaires des États-Unis et de la Russie. Cartman ayant échoué à l'arrêter physiquement, Kyle et Jimmy essayent de coincer le robot avec un paradoxe logique qui joue de la confusion entre ce qui est drôle et le sérieux de la comédie. En essayant de le comprendre, le robot se désactive. 
Par la suite, la foule se retrouve dans une carrière où Barack Obama préside l'enterrement de "la plus grande menace contre l'humanité". Funnybot est cependant présent dans le public, et on assiste à l'enterrement de Tyler Perry, considéré comme le pire comédien en vie. Token, qui en était le seul fan à South Park, est d'abord déçu puis soulagé de ce dénouement. Jimmy annonce qu'il a compris la leçon et qu’il n’organisera pas de nouvelle cérémonie des Comedy Awards. Ce à quoi Cartman répond, en regardant la caméra : "Ou peut-être que si...".